# Gra wstępna

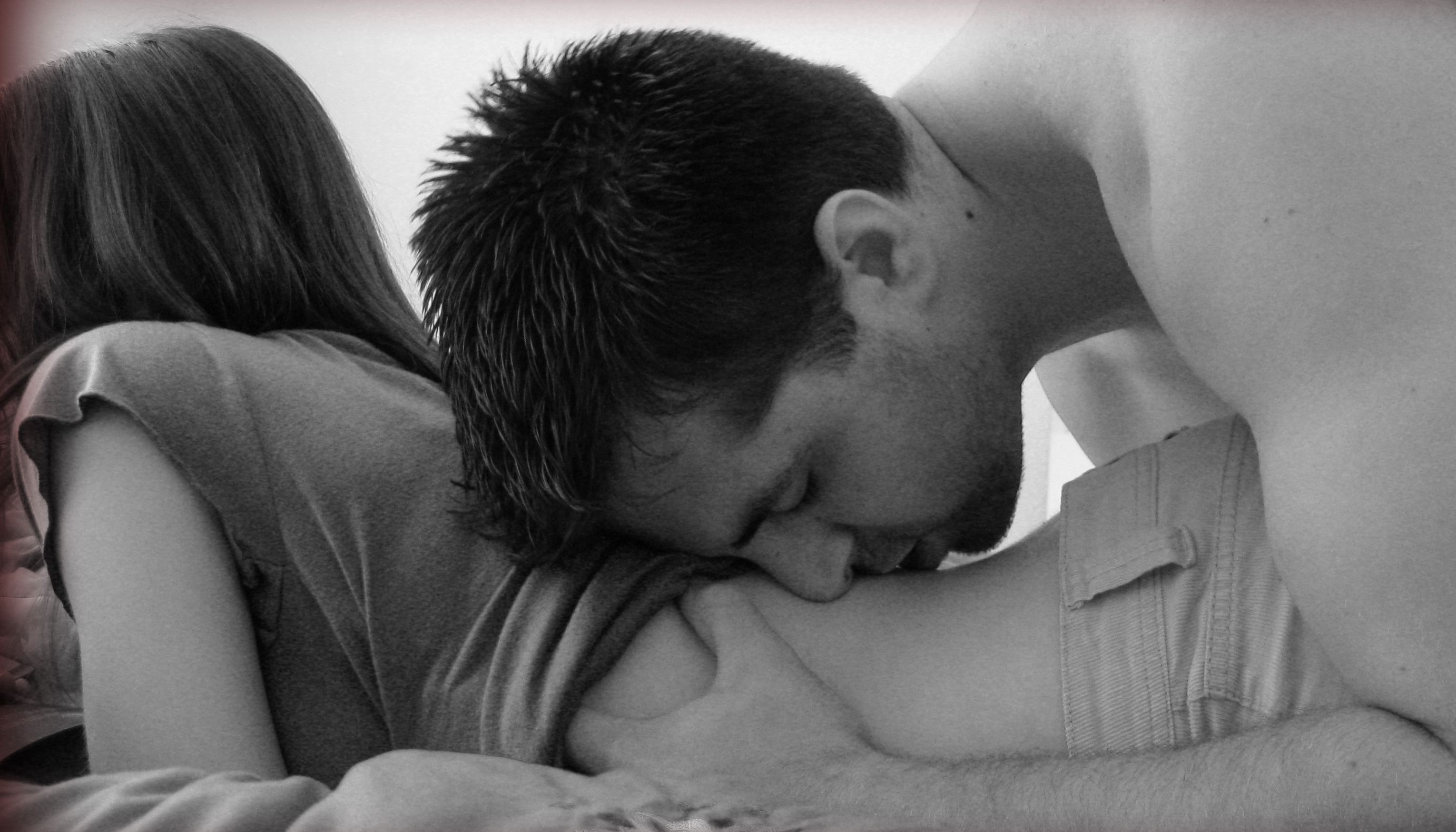
Gra wstępna

Gra wstępna – w ludzkich zachowaniach seksualnych ogół intymnych zachowań o aspekcie psychologicznym i fizycznym pomiędzy dwojgiem lub więcej ludzi mających na celu zwiększenie podniecenia seksualnego. Gra wstępna rozpoczyna się przed stosunkiem płciowym lub innym działaniem służącym wywołaniu wspólnej satysfakcji seksualnej (orgazmu).